# 礦業所前駅
礦業所前駅（こうぎょうしょまええき）は、北海道夕張市平和にあった夕張鉄道の駅（廃駅）である。夕張鉄道線の合理化に伴い1971年に廃止された。

## 歴史
- 1952年（昭和27年）4月25日：坑内員通勤専用駅として開業。
- 1962年（昭和37年）8月1日：一般旅客営業開業。
- 1971年（昭和46年）11月15日：栗山駅 - 夕張本町駅間旅客営業廃止に伴い廃駅。

## 駅構造
単式ホーム1面1線の地上駅であり、無人駅だった。

## 駅周辺
駅周辺に北炭平和炭鉱があったが、跡地は運動公園として整備されている。
- 夕鉄バス「平和運動公園」停留所

## 隣の駅
夕張鉄道
夕張鉄道線
平和駅 - 礦業所前駅 - 夕製前駅